# Un jour parfait
 (octobre 2012).
Si vous disposez d'ouvrages ou d'articles de référence ou si vous connaissez des sites web de qualité traitant du thème abordé ici, merci de compléter l'article en donnant les références utiles à sa vérifiabilité et en les liant à la section « Notes et références ».
Albums de Jean-Jacques Burnel
Fire and Water (Écoutez vos murs)
(1983)
Un jour parfait est un album solo de Jean-Jacques Burnel, bassiste des Stranglers, sorti en 1988, profitant d'un manque d'inspiration du groupe. L'essentiel du matériel de ce disque est fait d'études, d'esquisses rejetées par les Stranglers à l'époque de Feline. À l'époque de sa première sortie, l'album était disponible à peu près partout en Europe sauf en Grande-Bretagne. La plupart des titres sont chantés en français par un JJ Burnel « à la recherche d'une partie importante de ses racines » accompagné de Dave Greenfield aux claviers. 

## Liste des titres
1. Un jour parfait
2. Si j'étais
3. Week-end
4. Tristeville ce soir
5. Un jour parfait
6. Via Dolorosa
7. Le Whiskey
8. (She Drives Me) Crazy
9. Garden of Eden
10. Rêves
11. Waltz

Lors de la réédition de l'album en CD par le label Eastworld recordings (1998), cinq titres ont été rajoutés :
1. Via Dolorosa (spanish version)
2. Le whiskey (dance mix)
3. Elle assure
4. Rêves (12" mix)
5. Les mensonges et les larmes